# Château de la Cour des Prés
Ne doit pas être confondu avec Château de Grandpré.
Le château de la Cour des Prés est une maison forte du XVIe siècle située dans la commune française de Rumigny dans le département des Ardennes.

## Situation
Il est situé à la sortie du village, entre la route menant à Champlin et le ruisseau de l'Aube. Sa construction a été encouragée par le roi François Ier, en deuxième ligne des fortifications dressées le long de la Meuse, pour résister à une éventuelle agression des troupes de Charles Quint. Pendant la Révolution française, ce château a été paradoxalement la demeure d'un député à la Convention sensible au charme de cette demeure à l'allure féodale. Le petit-fils de ce conventionnel, le célèbre archéologue et préhistorien Édouard Piette, aimait également y séjourner et y avait un cabinet de travail.

## Historique
Le château de la Cour des Prés a été bâti dans la première moitié du XVIe siècle par un maître de forges de Signy-le-Petit, Louis Martin. Dans les salles les plus anciennes, deux plaques de cheminées portent la date de 1546, avec le blason de François Ier et la fleur à quatre pétales, signature de ce maître des forges.
La tradition, jugée vraisemblable, veut que Louis Martin ait payé de ses deniers cette construction, encouragé par le roi François Ier dans sa tournée d'inspection de novembre 1546 en Ardennes, et qu'il ait obtenu en contrepartie, bien que simple bourgeois, la permission d'y adjoindre un donjon (aujourd'hui disparu). Dans cette visite en ses terres du Nord-Est en 1546, le Roi de France a effectivement examiné les travaux de fortification lancés un an plus tôt, notamment à Maubert-Fontaine (où il est passé, redescendant ensuite vers Liesse-Notre-Dame via Rumigny). Et il a encouragé chaque fois que possible la mise en place d'autres protections susceptibles de ralentir la progression d'un ennemi venant du Saint-Empire romain germanique. Le nom de la Cour des Prés lui aurait été donné par un contemporain du roi François Ier.
La légende veut que ce soit au château de la Cour des Prés que le duc d'Enghien ait dressé les plans de la bataille de Rocroi. Le fait est que l'armée française a campé entre Bossus-lès-Rumigny et Rumigny à partir du 16 mai 1643, que le futur vainqueur de Rocroi a dormi au château et qu'il y a été rejoint le 17 mai sur place par Jean de Gassion. 
Dans la deuxième moitié du XVIIe siècle, grâce à une surveillance renforcée de la Meuse et de la Semoy, la région est progressivement épargnée par les incursions ennemies et la situation interne du Royaume se stabilise, après les Guerres de religion et la période troublée de la Fronde. À la même époque, le château est fortement aménagé et les parties résidentielles sont agrandies. La tour Sud et le donjon disparaissent. 
Le 2 octobre 1789, le château est vendu à un avocat et notaire royal au bailliage ducal de Rumigny, Jean-Baptiste Piette. Celui-ci devient maire de Rumigny l'année suivante puis juge de paix, fonction alors élective. En septembre 1792, continuant son engagement politique pour les idées nouvelles, il est élu député-suppléant à la Convention nationale puis est nommé membre du Directoire du Département des Ardennes. À la suite de la démission du député titulaire, il est appelé à siéger à la Convention en juin 1793. 
La légende veut que Robespierre lui ait reproché la connotation aristocratique de sa demeure. Toujours est-il que ce conventionnel a continué les aménagements de ses prédécesseurs, agrandissant la partie méridionale au caractère plus résidentiel, comblant une partie des fossés et supprimant le pont-levis. Il a aussi ... reconstruit la tour Sud en réutilisant des pierres d'une des églises de Rumigny, le prieuré Saint-Pierre, détruite en 1792.
Une autre légende veut que Jean-Baptiste Piette ait hébergé dans son château Lazare Carnot, quittant la France pour l'Allemagne. Mais l'itinéraire du proscrit ne passait pas par les Ardennes en 1797. À moins que ce soit en 1816 où Lazare Carnot, à nouveau proscrit, gagna Varsovie en passant par les Pays-Bas.
Le petit-fils du député conventionnel, Édouard Piette, le célèbre archéologue et préhistorien, a vécu plusieurs années au château de la Cour des Prés, et y est décédé. Il avait installé son cabinet de travail dans la partie méridionale.
L'édifice a été utilisée par les occupants allemands durant la première Guerre mondiale et la seconde, au grand dam de ses propriétaires. Une partie des bâtiments a été détruite en 1918, ayant pour conséquence d'ouvrir davantage l'espace de la cour intérieure.
La demeure appartient toujours à des descendants d'Édouard Piette, qui l'entretiennent et ont aménagé également des chambres d'hôtes. Des visites et des concerts sont organisés chaque été dans cette propriété privée.

## Architecture

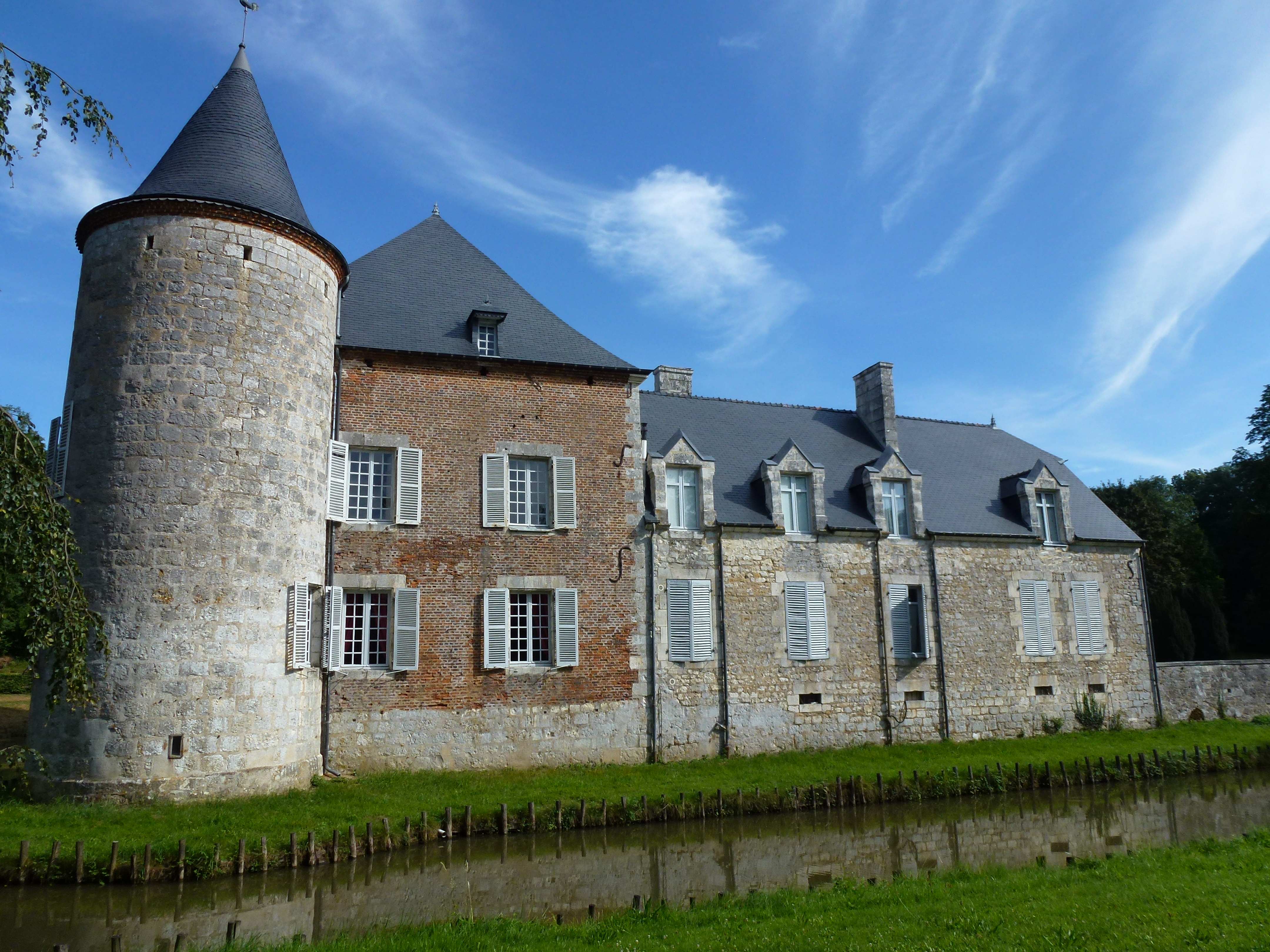
Façade sud.

Le château initial, tel qu'il apparaît dans une vue du bourg de Rumigny de 1630 et dans un dessin du début du XVIe siècle, est beaucoup plus resserré, avec la tour Nord actuelle, une tour Sud plus petite (détruite ultérieurement puis reconstruite) et un donjon circulaire à campanile dépassant en hauteur l'ensemble. Une corniche de pierre plus récente se remarque là où l'ancien donjon et l'ancienne tour Sud se raccordaient à la muraille. 
À l'intérieur, les salles les plus anciennes sont au nord, chauffées par des cheminées de belle taille, ornées de ces plaques datées de 1546.
La tour Nord utilise un vocabulaire défensif plus marqué que le reste de la construction avec différentes meurtrières, dont une meurtrière pour couleuvrine.
La construction a évolué au fil des siècles et est moins refermée sur elle-même. La cour intérieure dispose d'un peu d'espace grâce à la suppression du donjon. Les bâtiments plus récents, moins militaires, ont plus d'ouvertures vers l'extérieur.
Le ruisseau de l'Aube alimente ses douves.